# Olympische Jugend-Winterspiele 2016/Teilnehmer (Chile)
| Gelbes Symbol für Goldmedaillen mit stilisierten Olympischen Ringen | Graues Symbol für Silbermedaillen mit stilisierten Olympischen Ringen | Braundes Symbol für Bronzemedaillen mit stilisierten Olympischen Ringen |
| ------------------------------------------------------------------- | --------------------------------------------------------------------- | ----------------------------------------------------------------------- |
| —                                                                   | —                                                                     | —                                                                       |

Chile nahm an den Olympischen Jugend-Winterspielen 2016 in Lillehammer mit acht Athleten in vier Sportarten teil.

## Sportarten

### Freestyle-Skiing

#### Skicross
| Athleten                | Wettbewerb | Qualifikation | Qualifikation | Vorlauf | Vorlauf | Halbfinale         | Finale             |
| Athleten                | Wettbewerb | Zeit          | Rang          | Punkte  | Rang    | Position           | Position           |
| ----------------------- | ---------- | ------------- | ------------- | ------- | ------- | ------------------ | ------------------ |
| Jungen                  |            |               |               |         |         |                    |                    |
| Roberto Negrin          | Skicross   | 44,74 s       | 12            | 7       | 15      | nicht qualifiziert | nicht qualifiziert |
| Mädchen                 |            |               |               |         |         |                    |                    |
| Magdalena Casas Cordero | Skicross   | 48,22 s       | 13            | 10      | 12      | nicht qualifiziert | nicht qualifiziert |

#### Slopestyle
| Athleten        | Wettbewerb | Finale       | Finale       | Finale           | Finale |
| Athleten        | Wettbewerb | Durchgang 1  | Durchgang 2  | Bester Durchgang | Rang   |
| --------------- | ---------- | ------------ | ------------ | ---------------- | ------ |
| Jungen          |            |              |              |                  |        |
| Benjamin Garces | Slopestyle | 20,00 Punkte | 52,60 Punkte | 52,60 Punkte     | 14     |

### Ski Alpin
| Jungen                |              |             |    |             |    |             |    |
| Kai Horwitz           | Super-G      |             |    |             |    | 1:13,34 min | 24 |
| Kai Horwitz           | Riesenslalom | 1:21,07 min | 20 | 1:20,60 min | 16 | 1:44,12 min | 17 |
| Kai Horwitz           | Slalom       | 52,25 s     | 21 | 51,87 s     | 19 | 1:41,11 min | 6  |
| Kai Horwitz           | Kombination  | 1:13,35 min | 16 | 44,26 s     | 23 | 1:57,61 min | 20 |
| Mädchen               |              |             |    |             |    |             |    |
| Magdalena Pfingsthorn | Riesenslalom | 1:28,02 min | 30 | 1:25,83 min | 27 | 2:53,85 min | 27 |
| Magdalena Pfingsthorn | Slalom       | 1:05,39 min | 30 | 1:00,19 min | 26 | 2:05,58 min | 25 |

### Skilanglauf
| Athleten       | Wettbewerb     | Qualifikation | Qualifikation | Viertelfinale | Viertelfinale | Halbfinale         | Halbfinale         | Finale             | Finale             |
| Athleten       | Wettbewerb     | Zeit          | Rang          | Zeit          | Rang          | Zeit               | Rang               | Zeit               | Rang               |
| -------------- | -------------- | ------------- | ------------- | ------------- | ------------- | ------------------ | ------------------ | ------------------ | ------------------ |
| Jungen         |                |               |               |               |               |                    |                    |                    |                    |
| Elias Gonzalez | Cross          | 4:27,47 min   | 50            |               |               | nicht qualifiziert | nicht qualifiziert | nicht qualifiziert | nicht qualifiziert |
| Elias Gonzalez | 10 km Freistil |               |               |               |               |                    |                    | 35:13,7 min        | 49                 |

### Snowboard

#### Snowboardcross
| Athleten      | Wettbewerb     | Qualifikation | Qualifikation | Vorlauf | Vorlauf | Halbfinale | Finale   |
| Athleten      | Wettbewerb     | Zeit          | Rang          | Punkte  | Rang    | Position   | Position |
| ------------- | -------------- | ------------- | ------------- | ------- | ------- | ---------- | -------- |
| Mädchen       |                |               |               |         |         |            |          |
| Antonia Yáñez | Snowboardcross | 54,21 s       | 10            | 14      | 7       | 3          | 7        |

#### Slopestyle
| Athleten      | Wettbewerb | Finale       | Finale       | Finale           | Finale |
| Athleten      | Wettbewerb | Durchgang 1  | Durchgang 2  | Bester Durchgang | Rang   |
| ------------- | ---------- | ------------ | ------------ | ---------------- | ------ |
| Mädchen       |            |              |              |                  |        |
| Antonia Yáñez | Slopestyle | 26,25 Punkte | 61,75 Punkte | 61,75 Punkte     | 10     |